# Jezabel Curbelo Hernández
Jezabel Curbelo Hernández   (Los Realejos, 1987) és una científica espanyola, investigadora Ramón y Cajal i professora del departament de Matemàtiques de la Universitat Politècnica de Catalunya, BarcelonaTech (UPC).

## Biografia
Des dels quatre anys ja era capaç de llegir preus a catàlegs de joguines. Va estudiar matemàtiques a la Universitat de La Laguna, obtenint la seva llicenciatura el 2009. A la Universitat Autònoma de Madrid (UAM), va fer un màster en Matemàtiques i les seves aplicacions el 2010, i posteriorment va obtenir el Doctorat en Matemàtiques cum laude amb menció internacional també a la UAM el 2014, amb la tesi : Instabilities in geophysical fluid dynamics: influència de symmetry and temperature dependent viscosity in convection Va ser professora ajudant en el departament de Matemàtiques de la UAM entre 2012 i 2014.
Entre 2014 i 2016, Curbelo va realitzar una estada postdoctoral al Laboratoire de géologie de Lió-Terre, Planètes, Environnement (França). El seu treball se centrava en l'estudi de models matemàtics utilitzats per descriure fenòmens geofísics. El 2016, va estar com a investigadora al centre Juan de la Cierva Formación de la Universitat Politècnica de Madrid. Posteriorment, va accedir a una plaça de professora ajudant doctora al Departament de Matemàtiques de la UAM fins a l'estiu de 2020.
Entre els anys 2016 i 2020 ha realitzat diferents estades com Visiting Assistant Researcher al Department of Atmospheric and Oceanic Sciences de la Universitat de Califòrnia a Los Angeles, així com al Département des Sciences de la Terre de l'Escola Normal Superior de Lió.
Ha estat la dona més jove seleccionada entre tots els panells a la convocatòria de contractes Ramón y Cajal de l'any 2018. Des de juliol de 2020 treballa com a investigadora "Ramón y Cajal" a la Universitat Politècnica de Catalunya, al Departament de Matemàtiques.
La tasca investigadora de Curbelo se centra en la matemàtica aplicada a la geofísica per, amb especial atenció a problemes de convecció complexos. En particular, ha realitzat importants avenços en l'estudi de la convecció en presència d'una viscositat dependent de la temperatura, cosa que resulta clau per, per exemple, entendre la convecció a l'interior de la terra. També ha obtingut avenços reveladors en la identificació d'estructures en fluxos geofísics mitjançant la tècnica del mètode dels “descriptors lagrangians ” que ha desenvolupat juntament amb els seus col·laboradors.

## Premis i reconeixements
- El 2015 va rebre el Premi Donald L. Turcotte de la Unió Americana de Geofísica (AGU)[6] per les contribucions aportades per la seva tesi doctoral en el camp de la geofísica no lineal.
- Premi Vincent Caselles RSME Fundació BBVA per l'estudi analític i numèric de models matemàtics de la geofísica,[7][8] on va ser premiada “per l'estudi analític i numèric de models matemàtics de la geofísica”.

- El 2020, va rebre el Premi de la Societat Espanyola de Matemàtica Aplicada (SeMA) Antonio Valle al jove investigador.[4]

- El 2021 ha estat reconeguda amb el Premi L'Oréal-UNESCO a Dones en Ciència.[9]